# Rickreall, Oregon
Rickreall, Oregon (енгл. Rickreall) насељено је место без административног статуса у америчкој савезној држави Орегон.

## Демографија
По попису из 2010. године број становника је 77, што је 20 (35,1%) становника више него 2000. године.
| Група             | 2000.      | 2010.      |
| Белци             | 56 (98,2%) | 72 (93,5%) |
| Афроамериканци    | 0 (0,0%)   | 0 (0,0%)   |
| Азијати           | 0 (0,0%)   | 0 (0,0%)   |
| Хиспаноамериканци | 0 (0,0%)   | 2 (2,6%)   |
| Укупно            | 57         | 77         |